# 八王子 (小惑星)
八王子（はちおうじ、6612 Hachioji）は、小惑星帯にある小惑星である。
山梨県の八ヶ岳南麓天文台で串田嘉男と村松修が発見した。
串田嘉男のうまれた、東京都の八王子市 に因んで命名された。